# Château de Prangins
Le château de Prangins, se trouve en bordure du village vaudois de Prangins, en Suisse.
Le château est le site romand des musées nationaux suisses. Il se complète d’un vaste jardin potager où sont cultivées des variétés de plantes du XVIIIe siècle.

## Histoire

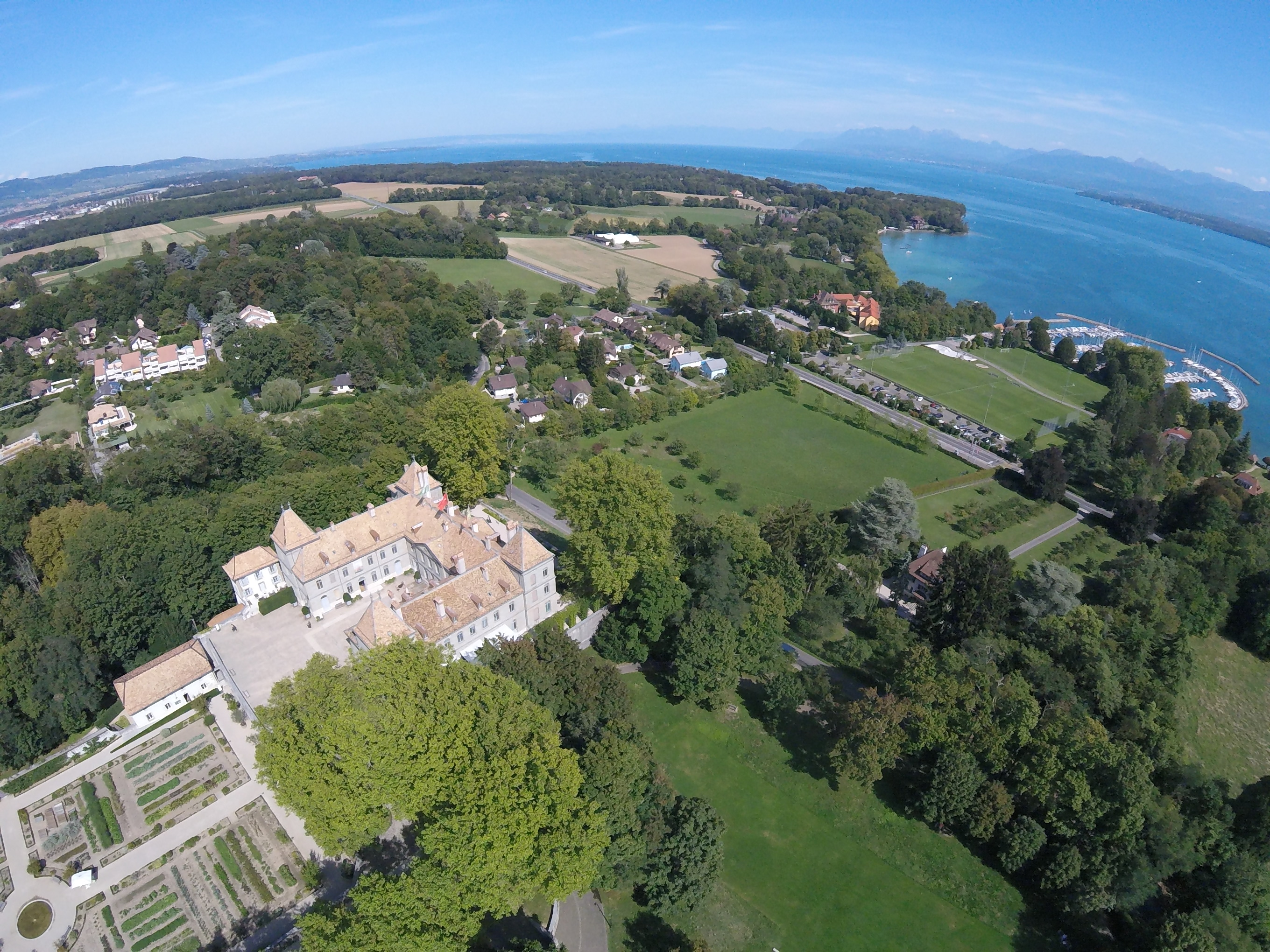
Photo aérienne du Château de Prangins

Le château de Prangins s'élève sur une colline naturelle dominant le lac Léman, sur un site autrefois protégé par des fossés. Cette position stratégique a été occupée dès l'âge du bronze, puis a abrité une construction d'époque romaine, peut-être un mausolée. Les qualités défensives du site sont exploitées au Moyen Âge par les sires de Prangins, mais leur forteresse est ravagée en 1293 lors de la conquête de Nyon par le comte Amédée V de Savoie. Le château passe alors à Louis Ier de Savoie (1297-1359), aux comtes de Savoie Amédée VI et Amédée VIII (1359-1428) ; à Jean Compois puis à ses descendants (1428-1523) ; à Georges Rive, de Payerne, et à ses successeurs (1523-1581) ; à Georges de Diesbach et ses hoirs (1581-1627).
Nicolas de Diesbach procède à des agrandissements à partir de 1613, puis sa famille cède le château en 1627 à la princesse Émilie d'Orange-Nassau, fille de Guillaume le Taciturne et veuve du prince Emmanuel de Portugal. Le domaine ensuite passe à sa fille, Maria Belgia de Portugal (1629-1647), puis au fils de cette dernière, Berne-Théodore de Croll.
Frédéric de Dohna, lieutenant général et gouverneur de la principauté d'Orange, déjà maître de Coppet, acquiert la seigneurie (1660-1668), puis on y trouve, de 1668 à 1688, Jean de Balthasar, colonel au service de France, suivi de plusieurs autres propriétaires dont Nikolaus Bartholomäus von Danckelmann (Lingen 1650-Lodersleben/Thuringe 1739), Geheimer Rat-conseil secret et ministre plénipotentiaire du prince électeur de Brandebourg à Vienne (Autriche). Réf. 10, 11, 12, 13. En 1723, le domaine est acquis par le banquier parisien (d'origine saint-galloise) Louis Guiguer, qui fait bâtir le château actuel. On connaît de cette époque un grand plat en porcelaine de Chine de commande, vers 1730, ayant probablement appartenu à Louis Guiguer.
Le neveu et héritier Jean-George Guiguer met le domaine à la disposition de Voltaire, alors exilé de France, avant de s'y établir en 1755. Le domaine passe ensuite aux mains de son fils Louis-François qui épouse une Anglaise, Mathilda, née Cleveland. Il rédige dès 1771, et durant quinze ans, un journal en sept tomes illustrant la vie quotidienne dans la région. À sa mort, c'est son fils Charles-Jules, futur général de l'armée suisse qui hérite du château ; il le vend en 1814 à Joseph Bonaparte. Ce dernier y passe peu de temps mais le détient jusqu’en 1827,.
Puis se succèdent ici Marie-Madeleine Gentil-Chavagnac et ses héritiers (1827-1873) ; l’Unité des Frères Moraves, communauté religieuse protestante qui y exploite un pensionnat (1873-1920) ; Horace de Pourtalès, fonctionnaire à la Société des Nations et frère de l’écrivain Guy de Pourtalès (1920-1929). Puis Mme Josephine Dexter l’achète pour sa fille Katharine McCormick, biologiste, féministe et philanthrope, qui elle-même le laisse au gouvernement des États-Unis (1964-1970), celui-ci envisageant d’en faire la résidence de son ambassadeur auprès des Nations unies. Le financier Bernie Cornfeld le détient ensuite quelques années (1970-1973), jusqu'à sa faillite retentissante.
Le 19 juillet 1974, le domaine de Prangins est acquis par les gouvernements vaudois et genevois puis, une année plus tard, est offert à la Confédération qui en fera l’antenne romande du musée national. La restauration des édifices est étudiée dès 1984, d'abord sous la direction de l'architecte Pierre Margot, puis, dès 1987, sous celle des architectes Antoine Galeras et Isis Payeras. Après diverses difficultés financières, les travaux proprement dits démarrent en 1990 et durent six ans. En janvier 1997, le Musée national prend possession des lieux et procède à l'installation de ses collections et en juin 1998, le siège romand du Musée national est inauguré en grande pompe. Le château, tout comme le musée, est classé comme bien culturel d'importance nationale.

## Une construction par étapes
Après l’acquisition du domaine en 1723, Louis Guiguer entreprend de vastes travaux. Il développe tout d’abord la ferme et le vaste jardin potager, installé dans un ancien fossé, qui permettront de nourrir les nombreux ouvriers actifs sur le chantier. Le gros œuvre démarre véritablement en 1732 sur le site de l’ancienne forteresse médiévale par la construction de l’aile nord, dévolue aux fonctions utilitaires et administratives, puisqu’elle abrite les pressoirs, la chambre de justice et la prison.
Puis les travaux reprennent en 1738 et 1739, avec l’agrandissement des deux terrasses à l’est et à l’ouest, enfin la construction de l’aile sud et du corps de logis central, qui accueille les appartements des propriétaires. La question de l’architecte auteur de ces bâtiments n’est pas résolue. Plusieurs hypothèses ont été avancées. Il y a d’une part de bonnes raisons de songer au grand architecte français Jean-François Blondel (1683-1756), mais les sources d’archives invitent à imaginer aussi un maître plus local, comme le Genevois Antoine Gibot (vers 1685-1763) qui a participé à plusieurs grands chantiers genevois des années 1720 et aurait pu s’associer, pour l’occasion, à un autre architecte du cru, comme Jean-Michel Billon (1705-1778) ou encore Jean-Louis I Bovet (1699-1776), qui construira plus tard le temple de Prangins.
En 1756, Jean-Georges Guiguer, neveu de Louis, s’arrange avec la commune pour pouvoir disposer du vallon sud, où se trouvent alors l’ancienne église, fort délabrée, et un cimetière. En échange, il offre à la commune un terrain à l’ouest du potager pour qu’elle puisse y bâtir un temple, face au château, et il contribue pour un tiers aux frais de construction. Ayant démoli l’ancienne église, Guiguer comble le fossé et entreprend d’importants travaux de terrassements, créant deux terre-pleins (l’un agrémenté d’une « salle verte » plantée d’un quinconce de tilleuls) ainsi qu'une avenue à angle droit avec celle qui relie le château au village.